# Ủy ban Cố vấn Trung ương Đảng Cộng sản Trung Quốc
Ủy ban Cố vấn Trung ương Đảng Cộng sản Trung Quốc là cơ quan đặc thù của Đảng Cộng sản Trung Quốc tồn tại từ năm 1982-1992. Mục đích thành lập trên cơ sở giải quyết vấn đề chuyển giao quyền lực các tổ chức và lãnh đạo của Đảng, các lão thành sẽ vào Ủy ban Cố vấn Trung ương để cho các cán bộ trẻ tuổi thay thế. Trong phiên họp toàn thể đầu tiên của Ủy ban, Đặng Tiểu Bình đã nói "đây là hình thức tổ chức có tình chất chuyển giao".
Thành viên của Ủy ban là các lão thành có 40 năm tuổi Đảng hoặc hơn, gần giống với Bát đại nguyên lão. Tổ chức bộ máy của Ủy ban gồm Chủ nhiệm, Phó Chủ nhiệm, Ủy viên thường vụ, Ủy viên. Mặc dù là cơ quan tư vấn nhưng Ủy ban có quyền còn lớn hơn Ủy ban Thường vụ Bộ Chính trị.
Chủ nhiệm của Ủy ban này phải là 1 thành viên xuất thân từ Ủy ban Thường vụ Bộ Chính trị.
Ủy viên Ủy ban Cố vấn có thể tham dự phiên họp toàn thể của Ban Chấp hành Trung ương Đảng, thường từng giữ chức vụ Tỉnh trưởng Chính phủ Nhân dân, Bí thư Tỉnh ủy trước khi về Trung ương làm Ủy viên.
Phó Chủ nhiệm Ban cố vấn có thể tham gia các phiên họp toàn thể của Bộ Chính trị, Các ủy viên thường vụ Ban cố vấn cũng có thể tham gia các cuộc họp này.
Do đó, cấu trúc của Đảng Cộng sản TQ khi đó là hệ thống "song trùng" gồm:
| Lãnh đạo Đảng                 | Cựu Lãnh đạo                                              |  |  |
| ----------------------------- | --------------------------------------------------------- |  |  |
| Ban Chấp hành Trung ương Đảng | Ủy ban Cố vấn TW                                          |  |  |
| Bộ Chính trị                  | Thường vụ Ban Cố vấn TW: Phó chủ nhiệm, Ủy viên thường vụ |  |  |
| Ban Thường vụ Bộ Chính trị    | Chủ nhiệm ủy ban Cố vấn TW                                |  |  |

Ủy ban Cố vấn TW, Ban Chấp hành Trung ương Đảng làm việc với nhau qua 3 nhóm vấn đề lớn: Gợi Ý Các Chính Sách, Hỗ Trợ Các giải Pháp, Làm Việc Với Quần Chúng Nhân dân. Tuy thế ảnh hưởng của ban này còn lớn hơn nhiều so với các điều khoản quy định. Công Việc hàng ngày của Ủy ban Cố vấn trên thực tế do Đặng Tiểu Bình và Bạc Nhất Ba chủ trì và phân công công tác.
Ngày 18-10-1992, Ủy ban Thường vụ Đại hội Đại biểu Nhân dân Toàn Quốc TQ thông qua quyết định về việc thôi không thành lập Ủy ban Cố vấn Trung ương, từ đó Ủy ban này dần đi vào lịch sử.
Ngày 31-7-2015, Ông Trương Vận Phu (1914-2015) cựu Ủy viên Quốc vụ viện, Cựu Bộ trưởng Tài chính, cựu Ủy viên Thường vụ Ủy ban Cố vấn Trung ương là người còn sống cuối cùng trong Ủy ban thường vụ của ban này tạ thế, hưởng thọ 101 tuổi. Biểu tượng cuối cùng của ban này đã hoàn toàn lui vào quá khứ!
Khóa thứ 12 (1982-1987)
- Chủ nhiệm: Đặng Tiểu Bình
  - Phó Chủ nhiệm: Bạc Nhất Ba, Hứa Thế Hữu, Lý Duy Hán, Đàm Chấn Lâm.

tại hội nghị lần thứ 5 Ủy ban (24/9/1985), Hội nghị đã bổ sung Ủy viên Thường vụ Ủy ban.
- Bổ sung Phó Chủ nhiệm: Vương Chấn,Tống Nhậm Cùng
  - Phó Chủ nhiệm sau bổ sung là: Bạc Nhất Ba, Hứa Thế Hữu, Vương Chấn, Tống Niệm Cùng.
  - Ủy viên Thường vụ: Vương Bình, Giang Hoa, Lý Tỉnh Tuyền, Lý Đức Sinh, Hà Trưởng Công, Cơ Bằng Phi, Huỳnh Trấn, Huỳnh Hỏa Thanh, Lục Định Nhất,...
  - Tổng số ủy viên: 172 người

Khóa thứ 13 (1987-1992)
- Chủ nhiệm: Trần Vân
  - Phó Chủ nhiệm: Bạc Nhất Ba, Tống Niệm Cùng.
  - Ủy viên Thường vụ: Vương Bình, Giang Hoa, Lý Đức Sinh, Dương Thừa Chí, Dư Thu Lý, Lục Định Nhất, Hồ Kiều Mộc,Trương Vận Phu, Cơ Bằng Phi, Hoàng Hoa, Hoàng Trấn, Khang Thế Ân,...